# Dallas Cowboys 2001
La stagione 2001 dei Dallas Cowboys è stata la 42ª della franchigia nella National Football League. Prima dell'inizio della stagione regolare, la squadra svincolò lo storico quarterback Troy Aikman.

## Calendario

### Stagione regolare
| Turno | Data               | Avversario             | Risultato          | Pubblico           |
| ----- | ------------------ | ---------------------- | ------------------ | ------------------ |
| 1     | 9/9/2001           | Tampa Bay Buccaneers   | S 10–6             | 61,521             |
| 2     | 23/9/2001          | San Diego Chargers     | S 32–21            | 63,430             |
| 3     | 30/9/2001          | at Philadelphia Eagles | S 40–18            | 66,621             |
| 4     | 7/10/2001          | at Oakland Raiders     | S 28–21            | 61,535             |
| 5     | 15/10/2001         | Washington Redskins    | V 9–7              | 63,941             |
| 6     | Settimana di pausa | Settimana di pausa     | Settimana di pausa | Settimana di pausa |
| 7     | 28/10/2001         | Arizona Cardinals      | V 17–3             | 63,114             |
| 8     | 4/11/2001          | at New York Giants     | S 27–24            | 78,673             |
| 9     | 11/11/2001         | at Atlanta Falcons     | S 20–13            | 69,010             |
| 10    | 18/11/2001         | Philadelphia Eagles    | S 36–3             | 63,204             |
| 11    | 22/11/2001         | Denver Broncos         | S 26–24            | 64,104             |
| 12    | 2/12/2001          | at Washington Redskins | V 20–14            | 85,112             |
| 13    | 9/12/2001          | New York Giants        | V 20–13            | 61,821             |
| 14    | 16/12/2001         | at Seattle Seahawks    | S 29–3             | 63,366             |
| 15    | 23/12/2001         | at Arizona Cardinals   | S 17–10            | 48,883             |
| 16    | 30/12/2001         | San Francisco 49ers    | V 27–21            | 64,366             |
| 17    | 6/1/2002           | at Detroit Lions       | S 15–10            | 77,512             |